# Club Agrupación Gimnasista
El Club Agrupación Gimnasista de Los Hornos (La Plata), conocido simplemente como  Gimnasista o por sus acrónimos Agrupa, Es una institución deportiva ubicada en el barrio Los Hornos, La Plata, provincia de Buenos Aires, Argentina, fundada el 26 de noviembre de 1989. Su principal actividad es el Fútbol masculino y femenino disciplina en la cual se desempeña en LIFIPA (Liga Independiente Fútbol Infantil Platense Amateur)

## Uniforme
- 1989 en adelante : Blanca con una franja horizontal de color azul marino en su parte media. La camiseta alternativa invierte los colores siendo azul marino con la franja blanca.

## Estadio

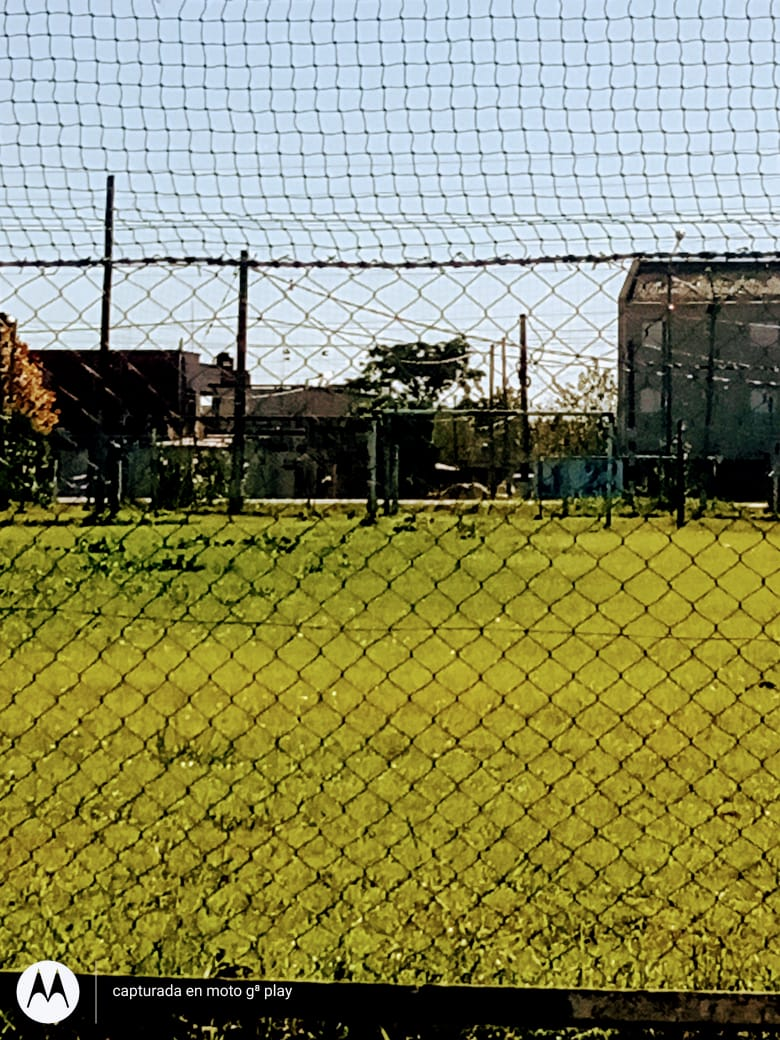
Club Agrupación Gimnasista Estadio Paulino Navajas.

- Estadio Paulino Navajas: El campo de juego, máximo orgullo de la Institución, fue bautizado con el nombre de “Paulino Navajas”, en homenaje al padre del fútbol Infantil platense.

Cuenta con un campo de 11 Estadio Paulino Navaja aun no habilitado como Estadio Donde entrena su primera división y algunas otras categorías del Fútbol Femenino, además cuenta con un Cancha de 7 Habilitada que es utilizada por el Fútbol Infantil

### Instalaciones
- Sede: Ámbito en el cual, además de la administración, la atención de los jugadores y socios, se ayuda a los jugadores de nuestro club donde también realizamos ollas y meriendas

## Hinchada
Los Hinchas de Agrupación Gimnasista tiene apodos, entre ellos se encuentran: Gimnasista y Agrupa

## Fútbol

### Fútbol Masculino
El equipo de fútbol Masculino juega torneos LIFIPA (Liga Infantil Fútbol)
Categorías De Varones:
2015 Categoría Inicial 
2014 
2013 
2012 
2011 
2010 
2009
2008
2007

### Fútbol femenino
El equipo de fútbol femenino juega torneos LIFIPA (Liga Infantil Fútbol)
Categorías Femenino:
Promociónal
Sub-8
Sub-10
Sub-12
Sub-14
Sub-16
Primera
- Datos: Q109311376